# Charissa Burgwal
Charissa Burgwal (Harskamp, 18 augustus 1987) is een Nederlands voetballer die sinds de zomer van 2012 uitkomt voor sc Heerenveen dat uitkomt in de Eredivisie Vrouwen. Ze speelde hiervoor twee seizoenen bij FC Zwolle.

## Statistieken
| Seizoen                         | Club          | Land      | Competitie  | Wedstrijden | Doelpunten |
| ------------------------------- | ------------- | --------- | ----------- | ----------- | ---------- |
| 2008/09                         | SV Saestum    | Nederland | Hoofdklasse | -           | -          |
| 2009/10                         | SV Saestum    | Nederland | Hoofdklasse | -           | -          |
| 2010/11                         | FC Zwolle     | Nederland | Eredivisie  | 18          | 0          |
| 2011/12                         | FC Zwolle     | Nederland | Eredivisie  | 14          | 0          |
| 2012/13                         | sc Heerenveen | Nederland | Eredivisie  | 7           | 10         |
| Totaal                          | Totaal        | Totaal    | Totaal      | 39          | 10         |
| Bijgewerkt tot 22 november 2012 |               |           |             |             |            |